# Sphaeroderma
Sphaeroderma  (лат.) — род жуков (Coleoptera) из подсемейства козявок (Galerucinae) в семействе листоедов (Chrysomelidae).

## Перечень видов
- Sphaeroderma baldiense Blackburn, 1896
- Sphaeroderma fasciatum Weise, 1923
- Sphaeroderma rubidum (Graëlls, 1853)
- Sphaeroderma testaceum (Fabricius, 1775)
- Sphaeroderma versicolor Weise, 1923

## Генетика
Ниже приведены данные для вида Sphaeroderma testaceum:
Кариотип: 52 хромосом (2n)
Геном: 1,79 пг (C value)